# Вест Сакраменто (Калифорнија)
Вест Сакраменто (енгл. West Sacramento) град је у америчкој савезној држави Калифорнија. По попису становништва из 2010. у њему је живело 48.744 становника.

## Демографија
Према попису становништва из 2010. у граду је живело 48.744 становника, што је 17.129 (54,2%) становника више него 2000. године.
| Група             | 2000.          | 2010.          |
| Белци             | 17.271 (54,6%) | 23.092 (47,4%) |
| Афроамериканци    | 811 (2,6%)     | 2.344 (4,8%)   |
| Азијати           | 2.282 (7,2%)   | 5.106 (10,5%)  |
| Хиспаноамериканци | 9.470 (30,0%)  | 15.282 (31,4%) |
| Укупно            | 31.615         | 48.744         |